# Campusclausule
Een campusclausule is in Nederland een clausule in een huurovereenkomst die het mogelijk maakt voor de verhuurder om de huur op te zeggen als de huurder niet meer studeert met het doel de woonruimte ter beschikking te stellen aan een student. Een overeenkomst met een dergelijke clausule heet een campuscontract.
De reden voor campusclausules is een poging de kamernood onder studenten in Nederland enigszins in te dammen. Deze wordt voor een deel veroorzaakt door niet meer studerenden die toch hun studentenhuisvesting aanhouden. De gedachte is dat studentenkamers voor studenten bedoeld zijn en dat personen die niet (meer) studeren ook geen recht op deze woonruimtes hebben. Controle vindt plaats door op gezette tijden een inschrijvingsbewijs aan een onderwijsinstelling te verlangen van de huurder.

## Wettelijke grondslag
De mogelijkheid voor het opnemen van een campusclausule in een contract is gelegen in artikel 7:274, lid 1, aanhef en onder c, jo. lid 4, en artikel 274d, BW. Op grond van de wet kan de verhuurder de huur opzeggen als:
- de verhuurder de woonruimte dringend nodig heeft om te verstrekken aan een student;
- de woonruimte volgens het contract bedoeld is voor studenten;
- de huurder niet binnen drie maanden nadat de verhuurder hierom heeft gevraagd, een bewijs van huidige inschrijving van een instelling, hogeschool of universiteit heeft overlegd; en
- een clausule in het contract staat dat de woonruimte na het einde van de huur opnieuw aan een student ter beschikking zal worden gesteld.

## Ontbreken campusclausule
Studentenhuisvesters hebben de mogelijkheid om reeds bestaande huurovereenkomsten te wijzigen zodat er een campusclausule in wordt opgenomen. Dit kan bereikt worden door de student een redelijk aanbod tot het aangaan van een nieuw huurcontract te doen. Mocht de huurder hier niet mee instemmen, dan kan de verhuurder de oorspronkelijke huurovereenkomst opzeggen op basis van artikel 7:274, lid 1, aanhef en onder d, BW.
Als de huurder niet meer studeert, kan de verhuurder onder bepaalde omstandigheden ook zonder campusclausule de huur opzeggen met als doel de woonruimte beschikbaar te stellen aan een student. Het moet dan gaan om een kamer die is bedoeld voor verhuur aan studenten. De verhuurder moet dan een beroep doen op dringend eigen gebruik van de woonruimte (artikel 7:274, lid 1, aanhef en onder c, BW).

## Omstredenheid
Campuscontracten zijn niet onomstreden omdat afgestudeerden na hun afstuderen opnieuw tegen het probleem aanlopen dat ze geen woning kunnen vinden. Het is voor het inroepen van de campusclausule immers niet vereist dat er voor de huurder elders passende woonruimte beschikbaar is. 
Daarbij is het private verhuurders, die een groot deel van de markt vormen, veelal om het even of de huurder een student of niet is. Sterker nog, iemand met een betaalde baan vorm een lager risico op niet-betaling van de huur. Bovendien heeft het opnemen of inroepen van een campusclausule voor een verhuurder aan de ene kant geen (financiële) voordelen maar aan de andere kant wellicht wel gevolgen waar deze niet op zit te wachten, zoals conflicten met onwillige huurders of het naar nieuwe huurders moeten zoeken.